# خواشچیتسه
خواشچیتسه (به لهستانی:  Chwaścice) یک روستا در لهستان است که در گمینا یندژیوو واقع شده‌است. خواشچیتسه ۱۶۰ نفر جمعیت دارد.